# Орвиль (Верхняя Гаронна)
Орви́ль (фр. Aureville, окс. Aurevila) — коммуна во Франции, находится в регионе Юг — Пиренеи. Департамент — Верхняя Гаронна. Входит в состав кантона Кастане-Толозан. Округ коммуны — Тулуза.
Код INSEE коммуны — 31025.

## География

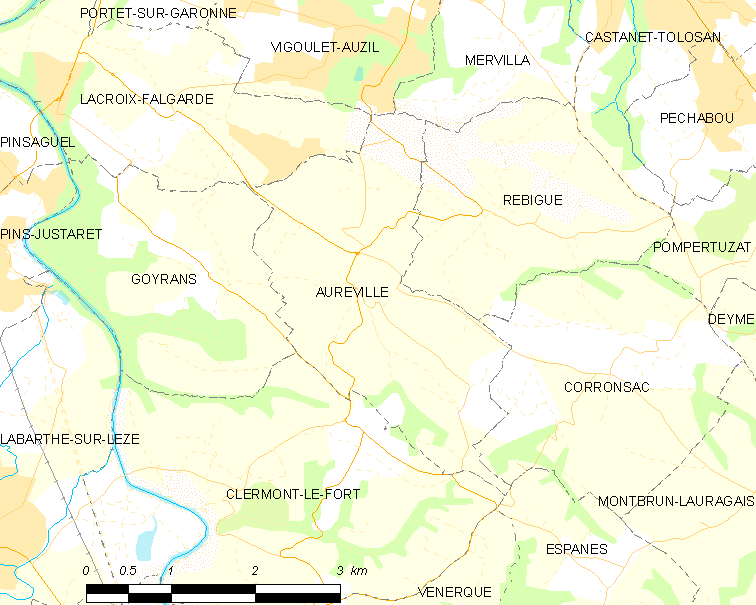
Карта коммуны

Коммуна расположена приблизительно в 610 км к югу от Парижа, в 14 км к югу от Тулузы.
По территории коммуны протекает небольшая река Коссиньоль (фр. Cossignol).

## Климат
Климат умеренно-океанический. Зима мягкая и снежная, весна характеризуется сильными дождями и грозами, лето сухое и жаркое, осень солнечная. Преобладают сильные юго-восточные и северо-западные ветры.

## Население
Население коммуны на 2010 год составляло 731 человек.
| 1962 | 1968 | 1975 | 1982 | 1990 | 1999 | 2010 |
| ---- | ---- | ---- | ---- | ---- | ---- | ---- |
| 168  | 171  | 241  | 372  | 455  | 540  | 731  |

## Администрация
| Период | Период | Фамилия       | Партия | Примечания |
| ------ | ------ | ------------- | ------ | ---------- |
| 1995   | 2008   | Жорж Салей    |        |            |
| 2008   | 2014   | Ксавье Эспик  |        |            |
| 2014   | 2020   | Франсуа Эспик |        |            |

## Экономика
В 2010 году среди 476 человек трудоспособного возраста (15—64 лет) 358 были экономически активными, 118 — неактивными (показатель активности — 75,2 %, в 1999 году было 74,4 %). Из 358 активных жителей работали 332 человека (170 мужчин и 162 женщины), безработных было 26 (16 мужчин и 10 женщин). Среди 118 неактивных 53 человека были учениками или студентами, 38 — пенсионерами, 27 были неактивными по другим причинам.

## Достопримечательности
- Церковь Св. Петра